# 雨畑ダム
雨畑ダム（あめはた/あまはたダム）は、山梨県南巨摩郡早川町にある富士川水系早川支流雨畑川に建設された発電専用のダムである。

## 概要
日本軽金属がアルミニウム製造の電力確保のために、柿元ダムに続いて建設した民間企業所有ダムであるが、柿元ダムが重力式コンクリートダムなのに対し、地形上の理由でアーチ式コンクリートダムとなっている。
柿元ダム同様このダムより発電された電気は静岡県静岡市清水区にある蒲原製造所へ送られアルミニウムの精錬に使われた。

### 汚泥投棄について
近年ダム底の堆砂が進んでおり、2016年の堆砂率は93 %と総貯水量500万立方メートル以上のダムではトップとなっている。また、この堆砂や土砂の不法投棄などで雨畑川から早川、さらには富士川を経て駿河湾へ濁水が流れ、サクラエビの不漁の原因になっているとする指摘があるが因果関係は証明されていない。
また、2011年9月の台風での山腹崩落による河川への土砂の流入、2020年7月の台風では上流の稲又第3砂防堰堤などが破損 するなど自然災害が発生する地域であり、山梨県の調査 によれば降雨時などに雨畑ダムに流入する雨畑川上流の濁りが確認されている。

### 雨畑ダムにおける水害の惹起
富士川水系の雨畑川に日本軽金属が建設した雨畑ダムの堆砂率が90 %を超えており、川岸の集落にたびたび浸水等の水害を惹き起こしている。集落に壁を設置するなどしているが、抜本的な解決には至っていない。国から対策するよう命令を受けている。